# Charysh
El Charysh (en ruso: Чарыш; Altay (Чарас, Çaras) es un río en el suroeste de Siberia en Rusia, que desemboca en la orilla izquierda del Ob. Tiene 547 kilómetros  de largo y una cuenca de drenaje de 22.200 kilómetros cuadrados. Su fuente se encuentra en las montañas Korgon en el Krai de Altái, luego desciende a la depresión pre-altaica en el krai de Altái, y desemboca en el Ob 100 kilómetros  aguas arriba de la capital regional de Barnaúl. Sus mayores afluentes son el Inya, el Belaya y el Loktevka por la izquierda, y el Maralikha por la derecha. Los principales asentamientos en el Charysh son Ust-Kan, Charyshskoye, Krasnoshchyokovo, Ust-Kalmanka y Ust-Charyshskaya Pristan.
Beloglazovo es un pueblo situado en el Charysh.